# Río Pantanos
El río Pantanos es un curso de agua que corre en la parte norte de la parte chilena de la Isla Grande de Tierra del Fuego y desemboca en la bahía Lomas del Estrecho de Magallanes.
Risopatrón lo llama "río Pantano".

## Historia
Luis Risopatrón lo describe brevemente en su Diccionario Jeográfico de Chile de 1924:: 631 
Pantano (Rio) 52° 50' 69° 06' Afluye del S a la casta S de la bahía Lomas, de la isla Grande de Tierra del Fuego. 134; Pantanos en 156; i Urechia en 151, VIII, croquis de Popper (1887).